# 马尔亚之战
《马尔亚之战》（英語：The Battle for Marjah）是HBO制作播出的一部纪录片，由记者Ben Anderson拍摄，记录了美国海军陆战队第六团第1营在阿富汗的一次行动。